# Franz Leuninger
Franz Leuninger (né le 28 décembre 1898 à Mengerskirchen, mort le 1er mars 1945 à Berlin) est un syndicaliste chrétien allemand, résistant au nazisme.

## Biographie
Pendant la République de Weimar, Leuninger est secrétaire local et de district du syndicat chrétien des travailleurs du bâtiment à Aix-la-Chapelle, Euskirchen puis Breslau. Il est aussi membre de Zentrum au sein du conseil municipal de Breslau et est candidat pour le Reichstag en mars 1933.
Après l'arrivée au pouvoir des nazis et la destruction des syndicats libres, il travaille dans la direction de travaux puis fonde une association de travailleurs. Il entre en contact avec d'autres résistants comme Carl Friedrich Goerdeler, Ludwig Beck et Jakob Kaiser, aussi syndicaliste chrétien et membre de Zentrum. Franz Leuninger est désigné par le cabinet fantôme Beck/Goerdeler président de la Silésie en cas de coup d'État réussi contre Hitler. Après l'échec du complot du 20 juillet 1944, Leuninger est arrêté le 26 septembre. Le Volksgerichtshof le condamne à la peine de mort le 26 février 1945, il est pendu à la prison de Plötzensee quelques jours après.
L'Église catholique allemande a inscrit Franz Leuninger dans son martyrologe du XXe siècle.